# Krobou
 (septembre 2015).
Si vous disposez d'ouvrages ou d'articles de référence ou si vous connaissez des sites web de qualité traitant du thème abordé ici, merci de compléter l'article en donnant les références utiles à sa vérifiabilité et en les liant à la section « Notes et références ».
 (juillet 2021).
La mise en forme du texte ne suit pas les recommandations de Wikipédia : il faut le « wikifier ».
Les points d'amélioration suivants sont les cas les plus fréquents. Le détail des points à revoir est peut-être précisé sur la page de discussion.
- Les titres sont pré-formatés par le logiciel. Ils ne sont ni en capitales, ni en gras.
- Le texte ne doit pas être écrit en capitales (les noms de famille non plus), ni en gras, ni en italique, ni en « petit »…
- Le gras n'est utilisé que pour surligner le titre de l'article dans l'introduction, une seule fois.
- L'italique est rarement utilisé : mots en langue étrangère, titres d'œuvres, noms de bateaux, etc.
- Les citations ne sont pas en italique mais en corps de texte normal. Elles sont entourées par des guillemets français : « et ».
- Les listes à puces sont à éviter, des paragraphes rédigés étant largement préférés. Les tableaux sont à réserver à la présentation de données structurées (résultats, etc.).
- Les appels de note de bas de page (petits chiffres en exposant, introduits par l'outil «  Source ») sont à placer entre la fin de phrase et le point final[comme ça].
- Les liens internes (vers d'autres articles de Wikipédia) sont à choisir avec parcimonie. Créez des liens vers des articles approfondissant le sujet. Les termes génériques sans rapport avec le sujet sont à éviter, ainsi que les répétitions de liens vers un même terme.
- Les liens externes sont à placer uniquement dans une section « Liens externes », à la fin de l'article. Ces liens sont à choisir avec parcimonie suivant les règles définies. Si un lien sert de source à l'article, son insertion dans le texte est à faire par les notes de bas de page.
- La présentation des références doit suivre les conventions bibliographiques. Il est recommandé d'utiliser les modèles {{Ouvrage}}, {{Chapitre}}, {{Article}}, {{Lien web}} et/ou {{Bibliographie}}. Le mode d'édition visuel peut mettre en forme automatiquement les références.
- Insérer une infobox (cadre d'informations à droite) n'est pas obligatoire pour parachever la mise en page.

Pour une aide détaillée, merci de consulter Aide:Wikification.
Si vous pensez que ces points ont été résolus, vous pouvez retirer ce bandeau et améliorer la mise en forme d'un autre article.

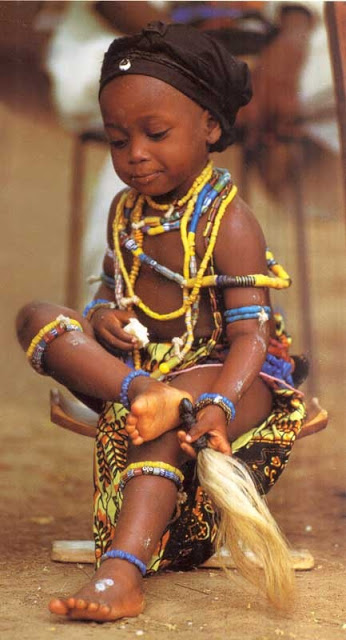
Une fille Krobo participant une cérémonie de Dipo au Ghana.

Les Krobou, appelés Krobo ou Kloli au Ghana,, sont un groupe ethnique originaire de la sous-préfecture d'Oress-Krobou dans la région de l'Agnéby en Côte d'Ivoire. C'est l'une des ethnies minoritaires du pays. La légende dit qu'ils seraient descendus du ciel par une chaîne. D'après les historiens, c'est l'un des groupes ethniques du pays à n'avoir pas migré. Ils sont concentrés dans le département ivoirien d'Agboville ainsi qu'à Odumasi (en), Kpong et Akuse (en) au Ghana. On retrouve les krobou dans les villages suivants : Oress-Krobou, Aboudé-Mandéké, Aboudé-Kouassidé et Aboudé-Dadié.
Le terme initial pour désigner ces populations est "Aboudé". Toutefois, l'appellation Krobou, terme par lequel les Baoulé les désignent, s'est popularisée.

## Histoire
« La tradition orale des N'zomon, principal clan Krobou rapporte : « Leurs ancêtres sont descendus du ciel à l'aide d'une chaîne sous la conduite d'Adjé Menimbou, détenteur d'un tabouret. Seuls trente-deux hommes et une femme stérile formaient cette communauté venue de l'au-delà, dont le point de chute fut Oress Krobou ».
La scission des sous-préfectures d’Agboville et de Rubino (décret no 2001 - 105 du 15 février 2001) a entraîné la création de trois nouvelles circonscriptions administratives : Céchi, Grand-Morié et Oress-Krobou.
Il y a en Côte d’Ivoire plusieurs clans, plusieurs sous-groupes au sein d’ensembles ethniques qui clament que leurs ancêtres sont descendus du ciel au moyen d’une chaîne. Curieusement cette tradition se retrouve chez les Akrade, un clan au sein de l’ethnie krobou au Ghana actuel ainsi que chez les Nkwanta que l’on trouve dans le Brong et au sein des Abron Gyaman en Côte d’Ivoire.
Il a fallu suivre le filon de cette tradition commune pour voir quelles relations il y a entre ces groupes humains. Des traditions orales fondamentales nous ont éclairées et nous ont permis de comprendre qu’une migration et un peuplement pratiquement méconnus de l’historiographie se profilaient derrière cette tradition de l’origine céleste.
Identifier l’origine de ces groupes qui affirment que leurs ancêtres sont descendus du ciel à l’aide d’une chaîne jusqu’à présent pose problème. Ils évoquent leur présence sur les terres est une autochtonie ancienne par rapport à des groupes venus ultérieurement.
Cet article comprend deux parties : d’abord la découverte de la migration Akpafou-Ga-Krobou-Adele-Avatime, et ensuite les fondements historiques du peuplement Akpapou-Ga-Krobou-Adele-Avatime.
I –DE LA DECOUVERTE DE LA MIGRATION AKPAFOU-GA-KROBOU-ADELE-AVATIME
Les groupes qui se donnent une origine céleste en Côte d’Ivoire sont plusieurs. Le clan Kpanyi kpin au sein des Ano Abè de Katimanso au centre de la Côte d’Ivoire affirme que ses ancêtres sont descendus du ciel à l’aide de la chaîne Nzogo.Des groupes qui ont précédé la migration et le peuplement Baoulé Assabou à savoir celui conduit par la célèbre reine Abraha Pokou disent aussi que leurs ancêtres sont descendus du ciel. Parmi eux il y a les Ngen de la région de M’bahiakro, mais aussi dans l’Ano et l’Ano Abè. Les Akpo, Akpatifiè du Baoulé évoquent une origine céleste. C’est le cas des Wamala/ Mamala que l’on trouve sur l’axe routier Toumodi-Dimbokro. Leur ancien établissement était Wamelakpri/ Mamalakpri.
Au sein de l’ensemble Baoulé les Akrowoufoè /Akrowou qui ont créé les villages de Ndènou, Ndébo et Konankouassikro regroupés pour former le village de Lolobo évoquent une origine céleste de leurs ascendants. Toujours dans l’ensemble Baoulé, les Battra/ Battrafoè ou Asrin, les Kpata/ Kpati du Bas-Bandama disent la même chose. À travers le nom du clan kpataboèbo des Battra de Tiassalé, l’on retrouve justement la racine Kpata. Les Battra vivent à Tiassale, Asenze, Eloso Boussoue et Gboudie.
Les Baoulé Gbomi de Gbomizambo et Gbomi Kondéyaokro affirment l’origine céleste de leurs ancêtres. Pour avoir une idée exacte de l’origine de ces groupes, il suffisait de se référer aux traditions orales des Krobou d’Ores Krobou dans la région d’Agboville. En effet il y a là, un clan, celui des Nzomon qui parle de l’origine céleste de ses ancêtres descendus grâce à une chaîne. La similitude étymologique entre Krobou d’Ores Krobou et Akrowou du Baoulé nous apparaissait trop évidente.
Les traditions orales des Krobou d’Ores Krobou disent que l’ancêtre détenteur d’un siège qui dirigeait le peuple se nommait Adjé Memimbou. Les Nzomon ont été précédés sur le site d’Ores Krobou par les Kpa /Kpaman. Ces derniers face à la tyrannie d’Adjé Menimbou se sont rendus à Boussoue, lieu où l’on trouve justement des Battra.
Autre fait important qui nous a permis de découvrir la migration que nous appelons la migration Akpafou-Ga-Krobou-Adele-Avatime, c’est l’importante tradition orale du clan Dabou d’Ores Krobou. En effet ce clan affirme que ses ancêtres sont originaires du pays Krobou dans le Ghana actuel. Ils sont venus à Ores Krobou sous la direction de l’ancêtre Dibo Ayewra. C’est lui qui a donné le nom Krobou à la région et au peuple en souvenir de leur terre d’origine. Face à la tyrannie d’Adjé Menimbou, certains membres de la migration se sont réfugiés en pays Dida, où ils vont former le groupe Ega. De là, ils vont tenter en vain de revenir à Ores Krobou. Les Ega dans le pays Dida ont conservé leur langue.
La tyrannie d’Adjé Menimbou a provoqué une dispersion de la population. Le fait que les Akpati et les Battra se soient retrouvés ensemble dans le Bas-Bandama est révélateur de l’histoire commune qu’ils ont vécue à Ores Krobou. Cette dispersion a fait que le peuplement Akpafou-Ga-Krobou-Adele-Avatime va toucher plusieurs ensembles ethniques en Côte d’Ivoire. À savoir l’Ano, l’Ano Abè, le Baoulé, l’Akyé, l’Ebrié, l’Avikam, le Krobou, l’Ega, l’Abidji, le pays Adjoukrou, le pays Bété etc.
Les futurs Baoulé-Goli issus de cette dispersion à partir d’Ores Krobou s’installeront d’abord à Goliblénou avant de s’en aller plus tard à Bodokro et sa région. Leur nom Goli est une résurgence de Kloli ethnonyme par lequel se désignent encore les Krobou du Ghana actuel . Or nombreux sont les clans Krobou qui situent leur origine dans la vallée du Mono, à Tugoulogo près des collines de Lolovo. La tradition orale des Battra parle à la fois de l’origine céleste mais dit aussi que les ancêtres sont venus de l’Est. Il n’y a pas en réalité contradiction. En effet, les Krobou, Ega, Ngen, Akpati, Battra sont certes originaires du Mono, de la basse vallée de la Volta, de la région d’Accra et des plateaux du Krobou mais se regrouperont à Ores Krobou avant de se disperser. Cependant, certains clans ont gardé la tradition de l’origine céleste.
Les groupes d’ascendance Ga donc originaire de la région d’Accra donneront les Ngen du Baoulé, de l’ano et de l’ano Abé, les Ega du pays Dida, les Nkadje/ Ngadjé/ Nkadze du pays Akyé, du Krobou et de l’Abé, les Akandjé du pays Ebrié Kwè et les Kpanda de l’Avikam. À travers ces noms la racine Ga/ Nka/ Nga transparaît nettement.
Le village d’Akandje fondé par des Nkadje en pays Ebrié a vu ses membres séjourner à Bago. Les traditions orales de ce village historique évoquent le passage aussi bien des Akandje  que d’Adjé Menimbou le chef du clan Nzomon  des Krobou à Bago. Les guerres provoquées à Bago par Adjé Menimbou vont entraîner la dispersion de la population. Seuls ceux de Kossihouen sont restés dans les environs de Bago.
Le personnage d’Adjé Menimbou est bien connu des traditions orales des Ebrié  de Kossihouen sous le nom de Djem Ringbou. Il est décrit comme un homme cruel qui sera responsable des guerres qui se produiront à Bago. Nous avons donc raison de dire que les Ebrié d’Akandlé relèvent des Ga au sein de la migration Akpafou-Ga-Krobou-Adele-Avatime. Les Ebrié d’Akandjé sont donc des Ngadje/Nkadje et ont été les compagnons d’exode des clans Orode, Assahou, Ngo Deboussou qui clament leur origine krobou dans l’arrière-pays de la côte de l’or. Le clan Nzomon qui revendique une origine céleste tient cette tradition de son groupe d’origine à savoir le clan Akrade, clan autochtone du pays krobou en côte de l’or.
En effet, les Akrade au sein des Krobou du Ghana actuel disent que leurs ancêtres sont descendus du ciel à l’aide d’une chaîne, pour atterrir dans deux grands récipients en cuivre. Le chef-prêtre de ces récipients sacrés se nommait Mantse et la reine était Aberewa Sansamango .
Les fondateurs de Kpandadon (village des Kpanda) étaient majoritairement des Kpanda/Kpata/Kpati donc des membres du groupe Akpafou au sein de la migration Akpafou-Ga-Krobou-Adele-Avatime. L’on trouve les Kpanda sous le vocable Panda à Lehiri Kpanda en pays Ega. Les Kpanda vont créer plusieurs villages dans l’Avikam.
Les Edzem Egn du village d’Orqbaf sont des originaires de Kpandadon  dans l’Avikam donc une fraction du peuplement Akpafou. Les fondateurs de Pass/Akpass dans le pays Adjoukrou sont une fraction des Akpati du Baoulé dans le Bas Bandama.
Les Panda de Lehiri Kpanda dans le pays Ega se veulent aujourd’hui des autochtones qui ont émergé de la rivière Golou . En réalité ils sont une fraction des Kpanda. Leur nom l’indique clairement. L’onomastique ici vient au secours de la vérité historique.Certains Kpanda iront plus à l’Ouest dans la région de Soubré dans l’actuel canton Guibouo en pays Bété. Là, ils sont appelés Kpada .
Les Kpa /Kpaman qui ont précédé les Nzomon à Ores Krobou étaient l’une des têtes de pont de l’exode Akpafou-Ga-Krobou-Adele-Avatime.Ils étaient issus de l’ensemble Akpafou, un peuple Guan de la Vallée de la Volta . C’est la racine kpa de leur nom que l’on retrouve à travers kpati/Akpa/Kpata/Kpanda etc.
Les Ega des villages de Dumbaro, Guawan, Dairo, Guiguedugu, Didizo se réclament du pays Ga dans la région d’Accra au Ghana actuel. Les Edele de Labodoukou se réclament du Mono, région disent-ils entre les actuels Togo et Dahomey (Bénin). Ils sont donc issus des Adele Avatime populations guan qui vivent dans la vallée de la Volta et du Moyen Dahomey.
Les Ga et Krobou ne sont pas originellement de culture akan, mais ils ont subi l’influence akan du fait de la proximité des Akwamu, des Akyem, des Kwahou et des Guan. Ceux qui arrivent à Ores Krobou sont donc très « akanisés » bien que leurs lointains ascendants relèvent de la culture Ga-Adangbè (Adangme).
Les Akpafou sont des Guan du pays Buem. Ils habitent le district actuel de Kawou dans la vallée de la volta. Les Akpafou sont aussi appelés Mawou. Les Adele Avatime sont également des Guan qui portent aussi le nom Kèdane .
Les Ega de Labo/Labodoukou précisent que leurs ancêtres se nommaient La et étaient originaires du Mono, une région située dans le Togo actuel . C’est aussi ce que disent les Edelé, Edalow et Evape du village d’Evape-Kpanda. Le nom Kpanda apparaît dans la dénomination de leur village.
Carte no 1 : Le pays Krobou d’Ores-Krobou : zone de dispersion des peuples de ladite migration en Côte d’Ivoire.
Quant aux Ega du village de Didizo, ils se reconnaissent une origine krobou et disent aussi avoir migré sous la conduite du chef Amani Djebo. A travers le nom Amani Djebo, l’on reconnaît Menimbo Adjé ou plutôt Adjé Menimbo, le fameux ancêtre du clan Nzomon des Krobou d’Ores Krobou. La tradition orale fait ici des merveilles, car comme on peut le voir, elle est une véritable source historique. En effet La l’ancien nom des Adangbè (Adangme) a été parfaitement gardé en mémoire par les Ega de Labo/Labodoukou en Côte d’Ivoire. La racine La dans le nom de leur village ressort nettement. Les Ga-Adangne de la Côte de l’or au Ghana actuel de même ont conservé cette racine La à travers les noms de leurs localités Labadi et Ladoku. Les Edeli du pays Ega en Côte d’Ivoire sont une fraction des Adele-Avatime un peuple Guan qui vit dans la basse vallée de la Volta. Des La mêlés de Guan vont donner le sous-groupe Guan des Latè un peuple qui vit en Akwapem où l’un de ses centres importants est Latè-Anum.
Comme on le voit, les traditions orales des Ega de la région de Guitry en Côte d’Ivoire nous éclairent parfaitement sur l’exode Akpafou-Ga-Krobou-Adele-Avatime. À ce propos, les Ega de Gniama l’un des six villages du peuple Diès disent que leurs ancêtres sont des Ga de la région d’Accra qui vont séjourner une fois en Côte d’Ivoire actuelle dans le pays Abè. Par le pays Abè ici, il faut entendre la zone d’Ores Krobou. La justesse des traditions orales des Ega de Didizo est grande quand elles parlent d’une origine commune de leurs ancêtres avec certains groupes au sein des Baoulé. Il s’agit des Ngen, Mamala /Wamala, Akpatifoè, Akrowou, Gbomi, Battra et Goli.
La migration et le peuplement Akpafou-Ga-Krobou-Adele-Avatime est donc une réalité historique. Cependant quelles sont les causes qui sont à l’origine de cette migration et de ce peuplement ?
II- LES FONDEMENTS HISTORIQUES DU PEUPLEMENT AKPAFOU-GA-KROBOU-ADELE-AVATIME
Le peuplement Akpafou-Ga-Krobou-Adele-Avatime comme nous l’avons montré avait plusieurs composantes. Il fallait trouver les événements qui ont touché toutes ces composantes et qui ont provoqué cette migration puis ce peuplement. Or les traditions orales et l’historiographie reconnaissent que l’expansion du grand royaume Akwamu a touché le pays Ga, la basse vallée de la Volta, les hauts plateaux krobou, les plaines de l’Afram, les zones de Krepi et Peki, bref les zones concernées par les peuples qui vont prendre part à la migration Akpafou-Ga-Krobou-Adele-Avatime.
La migration Akpafou-Ga-Krobou-Adele-Avatime s’est produite à la suite des ambitions hégémoniques de l’Akwamu qui dès 1660 s’empare d’Ayawaso (Grand Accra) la capitale des Ga puis annexe Accra (Petit Accra) sur le littoral . Des Guan du sous-groupe Kpesi qui vivaient dans les plaines d’Accra seront touchés par ces guerres. À partir de 1677, les Akwamu étendent leur domination à toute la vallée de la Basse Volta, aux plaines de l’Afram, aux hauts plateaux krobou et aux escarpements du futur pays Akwapem.
Les Akrade seront attaqués par les Akwamu qui les vaincront à Abrewabung.
Certains vont à Kete-Krachi et d’autres s’installent sur les hauts plateaux krobou où ils sont rejoints par les Kotropeli qui sont d’origine Guan comme eux. Le clan kotropeli, une fraction du peuple Kamana qui vivait dans les escarpements de l’Akwapem n’échappera pas aux attaques des Akwamou. Akrade et Kotropeli ont précédé les Krobou qui ont donné leur nom au pays.Krobou, Adangbé (Adanqme) et Ga ont une origine commune et viennent de Lolovo, plaine de Tagoulogo dans la vallée du Mono.
Comme nous l’avons vu, des clans Ega en Côte d’Ivoire se souviennent de cette origine lointaine de leurs ancêtres à savoir la vallée de la Volta. Les Krobou vont accueillir des réfugiés Akan d’origines diverses qui seront collectivement appelés Afutu Breku (Afoutou Brekou).
Remarquons ici la concordance avec le nom Otou Brekou dont se servent les Abè pour nommer les Krobou d’Ores Krobou ou mieux les Krobou de Côte d’Ivoire.
Les campagnes militaires de l’Akwamu vont donc toucher de vastes zones. C'est la raison pour laquelle cette migration avait en son sein des groupes d’origines diverses à savoir des Krobou, des Ga, des Guan, des Adangbè, des La et même des Akan locuteurs du Twi de souche akwamu. Cependant c’est la tradition d’origine des Akrade, l’origine céleste qui a retenu l’attention de la tradition orale de maints peuples qui ont pris part à cet exode. C’est d’ailleurs grâce au filon de l’origine céleste que cette migration s’est ainsi révélée.
D’après Ivor Wilks, l’expansion akwamu s’est faite en deux phases. Pendant la première, les Akwamu opèrent une infiltration le long de l’escarpement du futur Akwapem et à l’intérieur de la forêt au nord de cette zone. Les Latè et Kyerepong des Guan sont vaincus définitivement autour de 1646.
La tradition orale parle de l’abandon de plusieurs villages Latè face aux harcèlements des Akwamu. L’un d’eux fut Latè Amanfuo. Or le type de pipe trouvé sur le site de ce village, atteste de son abandon en 1677, soit au même moment que la destruction d’Ayawaso. Les populations Latè ne se regrouperont que dans deux villages après ces événements, Ahenease et Kubease.
L’Akwamu pour protéger sa frontière Ouest, érige des fortifications sur les rives de Birim. Il s’agit de fosses circulaires de défenses que les fouilles archéologiques ont révélées. De tels ouvrages ont été découverts à Séguié en pays Abè, donc près d’Ores Krobou Les objets trouvés dans ces enceintes sécuritaires et de défense, datent du XVIIe siècle. Remarquons que cette période correspond à l’époque de l’expansion akwamou. À travers le nom Séguié l’on trouve la racine du nom du clan Assadjè. Les Akadjè et Ochodje comptent sans doute parmi les auteurs de l’enceinte de la Séguié et relèvent de la migration Akpafou-Ga-Krobou-Adele-Avatime.
Le clan Abrobro (Abrobro Bosso) qui dirige la région Ko (Khos) avec pour chef-lieu Echidje (Guessigue)  soutient que ses ancêtres depuis leur pays d’origine en Côte de l’or pratiquaient la succession en ligne patrilinéaire. Certains groupes Guan en Côte de l’Or notamment les Afutu (Afoutou) de Winneba avaient ce mode de succession. Or au sein des composantes de la migration Akpafou-Ga-Krobou-Adele-Avatime il y avait de nombreux groupes de souche Guan. Les Afutu de Winneba sont appelés Afutu Bréku (Afoutou Brékou) et ici nous voyons encore nettement le rapport avec le nom Otou Brekou que les Abè donnent aux Krobou d’Ores Krobou.
L’enceinte circulaire de défense érigée sur les rives du Birim était pour les Akwamu une mesure préventive contre les Akyem leurs voisins à l’Ouest qu’ils redoutaient beaucoup. En effet Bosman affirme que le pouvoir akwamu est terrible pour les peuples voisins sauf pour les Akyem .
Pendant la seconde phase de leur expansion, les Akwamu mènent des campagnes militaires planifiées au nord dans une partie des plaines de l’Afram, au sud à Accra et à l’est au-delà de la Volta. Après l’importante victoire de1680 sur les Ga d’Accra, l’Akwamu se lance à la conquête de Ladoku en 1688. Le pouvoir du roi de Ladoku est brisé et son territoire réduit par les conquérants akwamu en de petites principautés comme Ada, Ningo, Kpone placées sous la conduite de sièges secondaires akwamu.
Le roi de l’Akwamu Ansa Sasraku attaque le royaume Agona, la zone Efutu de Winneba et Akron. En 1689, l’Akwamou sort victorieux de sa guerre contre Agona et la reine d’Agona est amenée captive à Nyanaoase la capitale de l’Akwamuw. L’Agona devient vassal de l’Akwamu mais la zone de Senya Bereku est mise sous contrôle direct.
L’émergence de l’Akwamu au XVIIe siècle est un fait qui va retenir l’attention des Européens. Le royaume Ga va très vite subir les appétits hégémoniques de l’Akwamu. Déjà en 1646, la Compagnie des Indes Occidentales tente de régler un différend qui oppose les Akwamu aux Ga. La question porte sur l’accès direct des marchands akwamu aux forts du littoral d’Accra. Samuel Brun (1611-1620) raconte que trois semaines après son arrivée sur le littoral de la Côte de l’Or, une guerre éclate entre le roi de Great Accra (Grand Accra) (Ayawaso) et le roi d’Aty.
Carte no 2 : Le pays d’origine des Adelé, des Krobou et des Ega de Côte d’Ivoire .
En réalité le roi d’Aty avait ses terres assez éloignées du pays Ga. Il ne s’agissait pas du roi d’Aty mais du roi akwamu. Cette guerre dont parle Samuel Brun concerne sans doute les premières escarmouches entre les Ga d’Ayawaso (Grand Accra) et les Akwamu d’Asaremankese. Les survivants de la bataille ont raconté que 900 Ga ont été décapités y compris leur roi, un homme grand de forte corpulence. Les lourds ouvrages en or qu’il portait ont ralenti sa fuite.
Le récit de Samuel Brun, permet de penser que les affrontements entre Ga et Akwamu ont commencé plus tôt qu’on ne le pense sans doute dès1611 année de l’arrivée de Samuel Brun en Côte de l’or. Il faudra alors revoir certains aspects de la chronologie proposée par Ivor Wilks quant à l’histoire des relations entre l’Akwamu et le royaume Ga.
Après la prise d’Ayawaso ou Grand Accra, les princes Ga qui échappent aux exécutions se réfugient à Petit Accra (Accra) sur la côte, guidés par Ofori. Après l’échec d’une offensive akwamu sur Petit Accra en 1679, le navire anglais Isabella dépêché de Cape Coast, tire des salves sur les positions akwamu. Les Akwamu sont contraints de battre en retraite. Mais en 1680, les Akwamu lancent une attaque massive et l’offensive se solde par la prise de Petit Accra.
L’expansion akwamu sera aussi la cause de la migration et du peuplement Nkwanta dans le Brong. En effet, les traditions orales des Nkwanta disent que le lignage royal a une origine céleste et que le roi Nana Dua Yao et la reine mère Sèwa sa sœur sont descendus du ciel à l’aide d’une chaîne en or appelée Adweaben . Des textes tambourinés des Nkwanta du royaume Abron Gyaman indiquent que le nom ancien des Nkwanta est Npona.
Le suffixe Na dans les proto-langues akan signifie famille/matriclan. On perçoit cela à travers les noms de matriclans Anona, Agona, Asona, Ekoona, etc. le terme Po de Npona désigne l’océan, la mer./N/ marque le pluriel dans les langues akan. Les Npona sont donc les gens de l’océan, de la mer. Cela indique qu’ils sont venus du littoral plus précisément du littoral d’Accra, du pays Ga.
Les textes tambourinés des Nkwanta de l’Abron Gyaman parlent aussi de cette origine céleste des ancêtres.
Les fondateurs du Nkwanta relèvent de la migration Akpafou–Ga–Krobou– Adele–Avatime provoquée par l’expansion Akwamu entre 1660 et 1689. C’est donc pour avoir fui les zones sous domination des rois akwamu au plus fort de l’empire akwamu, que des groupes composites comprenant des krobou, des Ga, des Guan, des Akan, des Adangbè (Adangme) et même des Ewe sont venus s’établir sur les terres Brong pour former le peuple Nkwanta tandis que les autres sont allés plus loin en Côte d’Ivoire actuelle s’intégrant à plusieurs ensembles ethniques et formant les groupes ethniques Krobou d’ores Krobou et Ega en plein milieu Dida donc Krou.
Il y a un autre indice important qui prouve notre thèse à propos de cette migration et de ce peuplement. Pendant le règne du roi Nkwanta nommé Danyame, la colline auprès de laquelle il établit sa capitale et le sanctuaire du génie tutélaire Apape est appelée Krobou en souvenir du pays d’origine de certains ancêtres.
L’hégémonie Akwamu va provoquer le refuge de plusieurs groupes Guan dont les Latè, Nkonya, Kyerepong dans la région de krachi. Dans la vallée de la volta, l’on rencontre les Guan Adele (Adeli / Bedere) ceux qui donneront les Adele – Avatime de l’Ega en Côte d’Ivoire. L’on y trouve aussi des Ntribu (ntribou) des Bowiri dans la région du Buem, des Guan Lelemi / Lefana, Akpafu, Santrokofi, Lolobi, Likpe, Nkonya, Logba et Nyagbo. Les locuteurs du Twi la langue par excellence des Akan dans la zone sont ceux des villages de Kadjebi, Worawora et ahamansu.
Manoukian estime que dès le XIe siècle, les Guan Kpesi vivaient déjà dans les plaines d’Accra et les Guan Akrade et Kotropeli dans les escarpements du Krobou . Comme on le voit, les groupes de souches Guan au sein de la migration Akpafou – Ga – Krobou – Adele – Avatime  étaient très hétéroclites.
Bref, c’est l’évènement majeur de l’histoire du sud – est de la côte de l’or au XVIIe siècle à savoir l’hégémonie et l’expansion du puissant État Akwamu qui sera à l’origine de la migration et du peuplement Akpafou – Ga – Krobou – Adele – Avatime.
CONCLUSION
Désormais, l’historiographie doit retenir que les grandes migrations et peuplements akan du XVIIIe siècle en Côte d’Ivoire, ont été précédés au 17e  siècle par une migration et un peuplement originaire de la vallée du Mono, de la Basse volta, des plaines d’Accra et des hauts plateaux krobou.
Cette migration et ce peuplement, nous l’avons dénommé la migration et le peuplement  Akpafou – Ga – Krobou – Adele – avatime.  C’est l’hégémonie et l’expansion durant le XVIIe siècle du grand royaume Akwamu qui sera la cause de cet exode puis de ce peuplement en Côte d’Ivoire.
Plusieurs groupes issus de ce peuplement vont évoquer une origine céleste de leurs ancêtres. Cependant, d’autres dans le pays Ega et à Ores- Krobou se souviennent que leurs ancêtres sont venus du Mono, des pays Krobou et Ga – Adangbè. Des peuples issus du peuplement Akpafou – Ga – Krobou  – adele – avatime se sont aussi intégrés à plusieurs ensembles ethniques-notamment les Gbomi, Akrowou, Ngen, Akpati, Battra, Goli, Wamala / Mamala du pays Baoulé, les Ngadje / Nkadje de l’Akyé, les Akandjé de l’Ebrié, les Kpanda de l’Avikam, les Kpada du pays Bété et même les Akpague de l’Abidji. À ce propos, les Ega de Didizo affirment que leurs ancêtres ont longtemps séjourné  en pays Abidji. Raison pour laquelle ils possèdent aussi le Sèkè un esprit de puissance que les Abidji vénèrent beaucoup.

## Histoire de la migration
Les Abés, originaires du Ghana, sont les descendants des Agoua que les Agnis Brafe N’Denié et Moronou auraient trouvés sur le chemin pendant leur exode vers la Côte d’Ivoire entre le XVIIe et le XVIIIe siècle.
D'autres sources[Lesquelles ?] parlent d'un trajet du Bénin vers le Ghana puis la Côte d'Ivoire : « Le roi Behanzin envoya les Abès à la recherche de l'ivoire ; ceux-ci furent alors arrivés au Ghana pour la mission. Ils continuèrent enfin leur exode en Ivoire-de-Côte pour s'y installer définitivement. »[réf. nécessaire] L'onomastique des Abés, leur langue et leur culture sont proches de celles de leurs cousins Ashantis, Akans du Bénin et Togolais voisins.
Le premier ancêtre des Abés serait Kery-Kery. Après le règne de Kery-Kery, son fils Attobra lui succéda. Celui-ci fut à son tour remplacé par son fils Kouassan dont les successeurs furent Kery-Kery Abobia et Akossou.[réf. souhaitée]
C’est pendant le règne d'Akossou que les Abés, menacés par leurs voisins, les Konogos et les Ashantis, décident de quitter le Ghana pour des terres paisibles. Leur exode fut conduit, probablement vers le XVIIIe siècle, par Patchibo, fils d’Akossou et de Nana Yah Abobia. Les Abés franchissent la Tanoé, puis le Comoé et s’arrêtèrent entre Adzopé et Agboville, où Patchibo créa le village Douda, appelé aujourd’hui Grand-Morié.
Poursuivant son chemin, Patchibo alla installer son peuple à une quinzaine de kilomètres de l’Agnébi, pour créer le village Allahin, connu aujourd’hui sous le nom de Loviguié.
À partir de Douda et Allahin, les Abés repoussèrent les Attiés, leurs voisins de l’Est. C’est ce qui explique l’existence de villages Abés dans la sous-préfecture de Bingerville. Ils évoluèrent également vers l’Ouest, du côté du fleuve Bandama. C’est ce qui justifie encore la présence de plus de huit villages Abés dans la Sous-Préfecture de Tiassalé.
L'histoire raconte[Laquelle ?] également que d’autres Abés, partis du village de Douda, se seraient installés au-delà de Tiassalé pour former les Didas. Ce sous groupe Didas a passé une alliance indéniable, inamovible et immortelle dont la nature s'appelle toukpè qui veut dire alliance de paix. Ce qui expliquerait le souvenir de cette séparation ethnique.
Le département d’Agboville est peuplé de deux ethnies, les Abés et les Abés-Krobous. Cette population autochtone cohabite avec une population d’allogènes et d’étrangers de toutes nationalités. Il compte 104 villages avec une trentaine (30) de campements répartis entre cinq cantons, dont quatre : Morié, Abé-évé, Tchoffo, Khos, du groupe ethnique Abés et un canton Krobou, du groupe ethnique Krobou plus anciennement installé (12000 ans av. J.-C.)[réf. nécessaire], et un sixième groupe ethniquement séparé au milieu du XVIIIe siècle que sont les Didas.

### Époque coloniale, révolte et déportation des Abés
La révolte des Abès de 1910 (période de 1905 à 1918) est une contribution à l'émancipation du peuple de Côte d'Ivoire. En effet, lors de la colonisation de la Côte d'Ivoire, la résistance des Abés aux colons français vers 1905-1910 a été la plus farouche et la plus éprouvante pour les colons en particulier, à cause du tracé du chemin de fer Abidjan-Niger.
- La ville de Rubino porte le nom d'un employé français de la Compagnie française de l'Afrique occidentale (CFAO), massacré lors de la révolte des Abés en 1910.
- La déportation, une doctrine coloniale : l'administration coloniale appliquait la doctrine de Gabriel Angoulvant, gouverneur du territoire jusqu'en 1915 : à la période de « pénétration pacifique » (1893-1908) succèdent le douloureux laminage des Abés, leur déportation au Congo-Brazzaville, en Centrafrique et dans d'autres pays d'Afrique centrale, puis « la pacification par la manière forte » (1908, 1910, 1915).
- Ville coloniale : Agboville est l'une des rares villes créées par les colons après leur évacuation du village d‘Erymakouguié à cause de l'épidémie de malaria. Rapidement cette petite cité devient le principal poste militaire du canton Abé. La cité devient en 1916, le chef-lieu d'Agnéby et d'Adzopé.

## Premiers mouvements de lutte panafricains
Le Syndicat agricole africain (SAA) est créé à Agboville en 1944, précisément dans les campements agricoles d'Anoma sur la voie d'Agboville-Tiassalé. Félix Houphouët-Boigny en est le dirigeant inspirateur. Le SAA fut l'ancêtre du parti démocratique de Côte d'Ivoire (PDCI, fondé en 1946) et l'un des premiers mouvements politiques panafricains : le Rassemblement démocratique africain après le mouvement sud-africain African National Congress (ANC) créé en 1912. Le docteur Ernest Boka († 1964), originaire d'Agboville, au retour de sa mission aux États-Unis, aura beaucoup inspiré Houphouët quant à la création et aux principes démocratiques d'un tel parti politique.

## Organisation administrative
La population Abbey est organisée en cinq cantons : Morié, Tchoffo, Koss, Abè-Vé (ou Abè-éwè) et Krobou. Une sixième subdivision historiquement admise, inamovible et indéniable, est le sous-groupe ethniquement détaché au milieu de XVIIIe siècle appelé les Toupkès ou Didas.
Bénéficiant de la présence de la voie ferrée, Agboville devient très vite une importante place économique car toutes les charges coloniales y étaient regroupées. En 1953, Agboville devient commune de moyen exercice.

## Histoire récente
- 1910 : révoltes (période de 1905 à 1918) des Abbey contre les pratiques du gouverneur Gabriel Angoulvant, marquées en 1910 par l'exécution du colonel Rubino, également un employé français de la Compagnie française de l'Afrique occidentale (CFAO), suivies d'une déportation punitive d'hommes non-libres dans des villages de libertés.
- 1944 : naissance du Syndicat Agricole Africain, base de création du parti unique d'alors, le PDCI-RDA, par les pionniers Gabriel Dadié, Joseph Anoma et Houphouët Boigny (résidents), Houezzin Coulibaly, etc.
- 1964 : Ernest Boka, homme politique très proche de Félix Houphouët-Boigny, meurt tragiquement en détention. Conséquence géopolitique : la région bascule à gauche jusqu'à la législature du 11 décembre 2011 où la droite représentée par le Rassemblement des républicains de Côte d'Ivoire (RDR), PDCI-RDA, l'Union pour la démocratie et la paix en Côte d'Ivoire (UDPCI), Mouvement des forces d'Avenir (MFA), s'installe dans cette région et son chef-lieu.
- 1971 : disparition du dernier roi M'bassidjé François et la royauté est suspendue jusqu'à ce jour.
- 1972 : Organisation de la première et dernière foire de l'Agneby, marquée par une foudre inédite sur le président de l'assemblée nationale de l'époque Philippe Yacé représentant le président Houphouët.
- 1996 : visite d'état du président Henri Konan Bédié à Agboville, avec inauguration du mausolée de Ernest Boka à Grand Morié.
- 24 juillet 2005 : tentative d'occupation d'Agboville par la rébellion contre le régime Gbagbo, mais celle-ci fut contenue par les autochtones Abès et Attié laissant de nombreuses pertes humaines. Conséquences : un centre ville très détruit.
- 2 octobre 2005 : célébration nationale du front patriotique en présence du président de la république Laurent Koudou Gbagbo accompagné de Charles Blé Goudé (président du Congrès panafricain des jeunes patriotes).
- 2005 : la multinationale COTIVO, usine de transformation du coton en divers vêtements GYN, WAX, etc., avec ses 2 000 employés environ, subit de plein fouet les affres de la crise militaro-politique et cesse son activité laquelle reprise au cours de l'année 2015.
- décembre 2006 à Paris, meurt Léonard Offoumou Yapo vice-président mondial du scoutisme et premier député-maire élu démocratiquement de la cité.
- 2009 mort de Gaston Boka Mené, dernier doyen en âge.
- Août 2010 : célébration du centenaire de la révolte des Abès de 1910 et divers colloques sur sa contribution à la libération des peuples noirs d'Afrique du colonialisme.
- 2010 : visite d'état du président Gbagbo à Agboville.
- 11 avril 2011 : chute du président Gbagbo.
- novembre 2011: la région de l'Agneby ayant Agboville comme chef-lieu, devient Région Agnéby-Tiassa et se détache politiquement d'Adzopé capitale de la nouvelle région des Attié, baptisée Région du Mê ou Messan. Principales villes : Agboville (chef-lieu de région), Tiassalé, Sikensi et Taabo (chefs-lieux de département).
- novembre 2011 : Le président Gbagbo, fils adoptif de la région, est transféré à Korhogo puis incarcéré à La Haye Pays-Bas, au centre de détention de la Cour pénale internationale.
- décembre 2011 : Agboville bascule à droite en votant pour les partis RDR et PDCI-RDA coalisés au sein du RHDP. Le ministre Adama Bictogo devient l'un des principaux porte-paroles des Abbeys à l'Assemblée nationale.
- février 2012 : caravane de la paix en pays Abbey. Charles Konan Banny, ancien premier ministre et président de la Commission dialogue, vérité et réconciliation a exhorté la population à s’inscrire résolument dans le processus de la réconciliation, gage d'une nation forte.
- mai 2015 : visite historique du président Alassane Ouattara à Agboville. Le président Alassane Ouattara a été fait chef supérieur Abbey, avec comme nom de règne "Nanan Obodji Soboa II, par les autorités traditionnelles d’Agboville.

## Politique et administration
Esplanade de la préfecture d'Agboville, en 2017
À l'indépendance en 1961, elle devient sous-préfecture puis préfecture en 1968. En 1975 puis 1980 deux nouvelles sous-préfectures sont créées : Rubino et celle d'Azaguié, ville d'où est issu Mamadou Koulibaly président de l'assemblée nationale de Côte d'Ivoire de 2000 à janvier 2012. En 2005, la sous préfecture de Grand morié et de nouvelles communes rurales sont décrétées par l'État.
En 1980, la ville est érigée en commune de plein exercice avec pour premier maire élu Léonard Offoumou Yapo. En 1985, les villes de Rubino et d'Azaguié sont également érigées en commune. En 1997, lors de la tournée présidentielle effectuée par le président d'alors Henri Konan Bédié, d'autres localités furent érigées en sous-préfecture : Grand-Morié, Céchi et Oress-Krobou.
Une loi de 1978 a institué 27 communes de plein exercice sur le territoire du pays. En 2012, 197 communes reconnues par le gouvernement Ouattara.
| Date d'élection | Identité           | Parti                                                          | Qualité                      | Statut                                                |
| --------------- | ------------------ | -------------------------------------------------------------- | ---------------------------- | ----------------------------------------------------- |
| 2001            | Raymond N'Dori     | FPI                                                            | Cardiologue, homme politique | élu                                                   |
| 21 avril 2013   | Martin M'Bolo      | Indépendant                                                    | Opérateur économique         | élu, président de la région Agnéby-Tiassa             |
| 13 octobre 2018 | Dimba N'Gou Pierre | Rassemblement des Houphouëtistes pour la Démocratie et la Paix | DG de L'AGEROUTE             | élu, Président du Conseil Régional de l'Agnéby-Tiassa |

| Date d'élection                         | Identité              | Parti       | Qualité                           |
| --------------------------------------- | --------------------- | ----------- | --------------------------------- |
| 1980                                    | Léonard Offoumou Yapo | PDCI-RDA    | Enseignant, Cadre politique       |
| 1980-1985                               | Léonard Offoumou Yapo | PDCI-RDA    | Enseignant                        |
| 1985-1990 (mandat inachevé)             | Denis Ossey Gnassou   | PDCI-RDA    | Homme politique                   |
| 1995-1997 (mandat inachevé)             | Nicolas KOUANDI Angba | PDCI-RDA    | Economiste (Ministre du Commerce) |
| 1997-2001 (achève le mandat de KOUANDI) | Frédéric Aké Mbo      | PDCI-RDA    | Enseignant                        |
| 2001                                    | Claude Assamoi        | Indépendant | Pharmacien                        |
| depuis le 21 avril 2013                 | Albert Acho N'Cho     | Indépendant | Colonel des douanes               |

## Représentation politique et députation
| Date d'élection                 | Identité              | Parti                      | Qualité                            |
| ------------------------------- | --------------------- | -------------------------- | ---------------------------------- |
| 1960-1980                       | Gaston Boka-Mené      | PDCI-RDA(Membre fondateur) | Médecin                            |
| 1975-1980, 1980-1985, 1990-1995 | Léonard Offoumou Yapo | PDCI-RDA                   | Professeur, principal de collège   |
| 1985-1990 (mandat inachevé)     | Denis Ossey Gnassou   | PDCI-RDA                   | Pilote, conseiller à la présidence |
| 2001                            | Daniel Akpindé        | FPI                        | Enseignant de CAFOP                |
| 2011-2016                       | Adama Bictogo         | RDR                        | Opérateur économique               |
| Depuis 2016                     | Adama Bictogo         | RDR                        | Opérateur économique               |

- Nombre national de sièges en décembre 2011: 254
- Nombre régional de sièges : 8 dont département d'Agboville  = 4; département de Tiassalé = 2 ; département de Sikensi   = 1; département de Taabo= 1

## Démographie
Sa population est d'environ 80 000 habitants pour une densité estimée à 81 hab./km2. Il s'agit de la plus grande ville proche d'Abidjan. Les populations autochtones sont les Abés quasi majoritaires et les Krobous, tous du groupe Akan, des lagunaires de tradition patrilinéaire. Outre ces populations, Agboville compte de nombreux allogènes qui font de la ville une cité cosmopolite.
| 1920                                                             | 1946 | 1975   | 1988  | 1998 | Estimation 2010 |
| ---------------------------------------------------------------- | ---- | ------ | ----- | ---- | --------------- |
|                                                                  |      | 26 914 | 46359 |      | 78 100          |
| Nombre retenu à partir de 1920 : Population sans doubles comptes |      |        |       |      |                 |

## Éducation
| Enseignement primaire Public - E.P.P. EPP Obodjikro 1 à 4 EPP Cotivo EPP Artisanal 1 et 2 EPP Plateau | Enseignement secondaire Lycée Public - Lycée moderne Collège public - Collège moderne - CFA: Centre de formation et d'apprentissage des métiers féminin - Privé: Lycée moderne Eyemon Niangoran Michel du nom du premier inspecteur académique Abbey de l'AOF. Lycée Jacques AKA Institut Nakoi le collège des professeurs Collège moderne EDEN Collège Daouda Coulibaly |

## Religion
Agboville est le siège d'un évêché catholique créé le 14 octobre 2006.
- Religion dominante: le christianisme.
- Article détaillé : Liste des évêques d'Agboville.

## Personnalités politiques liées à la ville, au département et à la région
- Obodjé Sèboi, roi des Abés jusqu'en 1944.
- M'bassidjé François, dernier roi, régna de 1944 jusqu'à l'indépendance de la Côte d'Ivoire et jusqu'en 1971 date de son décès.
- Docteur Tanon Séka Kouamé Lambert, médecin, né vers 1905 à Attobrou décédé le 19/12/1950 alors en poste à Issia. Membre fondateur et grand militant du parti PDCI-RDA, il fut le premier médecin Abbey issu de l'école de médecine William Ponty, promotion 1928.
- Gaston Boka Mené, ancien élève de Gorée au Sénégal, médecin de profession, membre fondateur du PDCI-RDA et député élu de 1960 à 1980. Il est l'un des membres fondateurs du Parti démocratique de Côte d'Ivoire. Ce doyen témoin de l'histoire de la cité s'éteint à plus 100 ans en 2009.
- Ernest Boka, est un homme politique ivoirien né en 1927, avocat et l'un des premiers docteurs en droit et polyglotte (dont le français, l'anglais, le russe, l'arabe, le portugais, l'espagnol). Il fut recruté par le cabinet d'avocats de François Mitterrand. Il fut aussi membre du cabinet du gouverneur colonial, et ministre en 1957. En sa qualité de ministre, entre 1960-1964, il crée les Collèges d'enseignement général CEG, le lycée classique d'Abidjan et d'autres, l'école normale d'administration ENA, la cour suprême pour la jeune république. Président de la cour suprême de Côte d'Ivoire. Il est tragiquement mort en 1964 en détention dans des circonstances non élucidées.
- Léonard Offoumou Yapo, né dans le village d'Attobrou en 1923, homme politique ivoirien.
- Raymond Abouo N'Dori, président du Conseil général élu, professeur en cardiologie, ancien ministre de la santé (2000-2003) dans le gouvernement du Premier ministre Pascal Affi N'Guessan. Il perd la vie le 8 septembre 2018 des suites d'un AVC.
- Laurent Gbagbo débuta ses études à l'école primaire publique Plateau à Agboville où son père exerçait sa profession.
- Pépito Elhorga, joueur de rugby à XV en France, est né à Agboville.
- Denis Ossey Gnassou, homme politique centrafricain d'origine ivoirienne plus précisément d'ethnie abé, fut ministre d'État et conseiller spécial du président François Bozizé au pays de l'empereur Bokassa Ier. Il fut député-maire élu dans la cité en 1985 mais aussi conseiller dans l'ère Félix Houphouët-Boigny.
- Mamadou Koulibaly, natif et originaire du village d'Azaguié, fut président de l'assemblée nationale, est un homme politique et fondateur du parti LIDER...
- Edmond Edouard N'Gouan, homme politique, président du Parti écologique ivoirien.
- Bernard Claude ASSAMOI, Ingénieur Financier de formation, membre de l'Union Francophone des Auditeurs Internes, membre de l'Institut Ivoirien des Auditeurs Internes de Côte d'Ivoire, administrateur principal du forum des auditeurs internes de Côte d'Ivoire, Membre fondateur de la Fédération Estudiantine et Scolaire de Côte d'Ivoire (FESCI), membre du comité centrale FPI pour le compte de la CAE-FPI, membre fondateur de la Jeunesse du Front populaire ivoirien (FPI), premier secrétaire fédéral JFPI d'Agboville; 1er vice-président du Front Patriotique Révolutionnaire (FPR), il est membre de l'union nationale des anciens de la FESCI (UNA-FESCI), auteur du livre en parution sur l'origine Béninoise des ABBEY, il est membre du comité économique social, environnemental et culturel de la Région de l'Agneby-Tiassa Vice président de la jeunesse communale sous OSSOHOU Aimé, secrétaire général de la mutuelle de Grand - Morié, délégué du personnel de l'ARTCI.
- professeur Barthelemy Kotchy, académicien, ex-président de l'Académie des sciences, des arts, des cultures d'Afrique et des diasporas africaines (ASCAD), est originaire d'Agboville, fut un opposant idéologique au régime de Félix Houphouët-Boigny.
- René EDI, premier expert comptable de la Côte d'Ivoire, membre de l'ASCAD, il fut candidat malheureux aux élections législatives et régionales à Agboville.
- Adama Dahico citoyen d’honneur de la commune d’Agboville en septembre 2005
- Adama Bictogo, homme politique et ancien ministre de l'intégration africaine du régime de président Alassane Ouattara, conserve son poste de Député élu d'Agboville-commune aux législatives de 11 décembre 2011. Il est reconduit après sa victoire aux élections législatives du 18 décembre 2016.
- Nicolas Kouandi Angba, mort en 1994, ingénieur, fut homme politique et ministre houphouétiste du commerce, 1990-1994
- Apata (Apété) Kouassi, ingénieur, ministre houphouétiste, 1980-1983.
- Charles Darius Aké Atchimon, originaire de l'Agnéby, diplomate de carrière, est l'actuel ambassadeur extraordinaire plénipotentiaire près le royaume d'Espagne, ancien ambassadeur près le royaume du Maroc, ex- ministre de tourisme dans le régime du président Alassane Ouattara.
- Thérèse Aya N'dri Yoman, d'origine Akan, elle est la première femme ouest-africaine à occuper une chaire de médecine. Elle est la présidente d'une ONG sanitaire, et ex-ministre de la santé de 2011 à 19 novembre 2012.
- Martin Nando M'Bolo, ancien président de la région Agnéby-Tiassa et militant associatif et fondateur de la fondation M'bolo. Avec une écrasante majorité le 26 février 2012,il est élu député des sous-préfectures et communes de Grand Morié, d'Attobrou, des villages est et sud d'Agboville. Il est reconduit à cette fonction après sa victoire aux élections législatives du 18 décembre 2016.
- Dessi Hubert, banquier et député, fut le porte-parole politique des populations de la sous préfecture de Rubino à l'Assemblée nationale.
- Dadié Houalamin Hortense : pharmacienne, ministre, femme politique, feue Hortense Aka-Anghui fut longtemps doyenne des maires.
- Bamba Mamadou, professeur-député, fut le porte-parole politique des populations de la sous préfecture d'Azaguié à l'assemblée nationale.
- Laurent Pokou ex-footballeur international (club de Rennes...) Footballeur ivoirien, il monte par deux fois sur le podium du Ballon d'or africain, en 1970 et 1973. Il décède le 13 novembre 2016 à 69 ans.
- Maurice K. Bandaman, homme politique, actuel ministre de la culture et de la francophonie, est un écrivain ayant reçu distinctions et prix littéraires.
- Pierre N’Gou Dimba, actuel Directeur Général de L'AGEROUTE, élu président du conseil régional de la région Agnéby-Tiassa, aux élections du 13 octobre 2018. Depuis le 6 avril 2021, il est  le Ministre de la Santé, de l'Hygiène Publique et de la Couverture Maladie Universelle

## Les grandes organisations coopératives
- COOPARA : Coopérative Régionale de l'Agnéby-tiassa est l'une des coopératives les plus structurées de la région et pilote un projet de sensibilisation à la certification internationale du cacao ivoirien,
- COMAG,
- 3CA,
- CAPAG
- etc.

## Sports
Les compétitions sportives se déroulent exclusivement au chef-lieu du département, les autres localités ne disposant d'aucune infrastructure dédiée : la ville dispose de 2 clubs de football, l'Agnéby sports d'Agboville relégué en D3, qui évolue en MTN Ligue 2 et le Asafa d’Agboville, qui évolue en Championnat de Division Régionale, équivalent d'une « 4e division ». Comme dans la plupart des villes du pays, il est organisé, de façon informelle, des tournois de football à 7 joueurs qui, très populaires en Côte d'Ivoire, sont dénommés Maracanas.

## Démocratie locale et associations
- L'A.R.A.F : Association des Ressortissants d'Agboville née en France, est l'un des principaux mouvements valorisant la culture Akan à Paris et en Europe.
- L'A.D.L.D: l'Agnéby pour la Démocratie, la Liberté et le Développement est une association de brassage multiethnique et d'émergence pour la promotion démocratique et la relance économique de la région. Elle est née en France, année 2011.
- l'AGEEA Amicale Générale des Élèves et Étudiants d'Agboville est une fédération des associations estudiantines du département œuvrant à l'union et à la cohésion des fils d'agboville en vue du développement
- l'association ADRHI-CI pour la formation professionnelle, le développement de l'Informatique, l'Internet et des technologies numériques, créée en France, siège autonome basé en Agboville, est active depuis 2004.
- La fondation M'BOLO du nom du député Martin M'bolo pour la santé
- A.D.I: Association de Développement local d'Agboville, actions sociales et caritatives

## Culture, musique et célébrités
Les pionniers de la chanson abè (Abbey, Abbaye, Abbe, Abi)) :
- Aspro Bernard : Bernard Assovié alias Aspro Bernard du nom commercial d'un médicament américain associé au chanteur pour la publicité pendant des dizaines d'années. Aspro Bernard est un artiste, compositeur, chanteur, guitariste de renom de la promotion des artistes comme Amédé Pierre, Mamadou Doubiya, Okon Séka Athanase qui ont marqué la chanson ivoirienne et africaine. L'artiste s'est éteint à 78 ans.
- Seigneur Ekissi Pierre, artiste, compositeur, chanteur avec sa chanson 900 kg d'amour, devint le deuxième pionnier artiste abbey après Aspro Bernard. Natif d'Agboville (précisément de Loviguié), il s’est forgé dès l’âge de quinze ans une personnalité d’artiste musicien et lead vocal au sein de l’orchestre Agnéby Jazz de Aspro Bernard dans lequel il se produisit jusqu'en 1960. Invitations, voyages et autres tournées en Afrique et à travers le monde ont permis à l’artiste de se frotter à des sommités musicales tels James Brown, les Jackson Five, Johnny Hallyday, Elvis Presley, les Beatles, Manu Dibango, Le Seigneur Rochereau, Miriam Makeba, G. G. Vickey, feu Mamadou Doumbia et feu Amédée Pierre. Lors d’une de ses prestations sur les Champs-Élysées, l’épouse du Président français Georges Pompidou a dû esquisser des pas de danse. Avec l’orchestre « rythmes d’Agboville » il glana des lauriers, avec un sac-cadeau du feu le Président Amani Diori du Niger. C'est avec une pluie d'hommages que ce dernier dinosaure de la musique moderne afroivoirienne, « Seigneur » Ekissi Pierre meurt le 5 juin 2011 à 85 ans.
- Léonard Assa, enfant génie de la chanson traditionnelle ivoirienne, il est atteint d'une cécité infantile qu'il a surmontée pour se hisser au rang des meilleurs chanteurs, compositeurs, guitaristes et mélomanes ivoiriens des années 1980. Il a remporté plusieurs prix sous le mandat de l'ex-député-maire Léonard Offoumou Yapo entre 1975 et 1985 à Agboville.
- Nayanka Bell, artiste compositrice, est ivoirienne d'ethnie Abbey et née à Danané : une des belles voix d'Afrique.
- Joelle Séka alias Joèlle C., de son vrai nom Joèlle Yaba Séka, est une artiste chanteuse ivoirienne de la grande famille d'artistes Marcellin Okoi et Okoi Séka Athanase. Dotée d'un don vocal exceptionnel de son temps, Joèlle C. est partie très tôt à 37 ans de vie en emportant avec elle toute sa voix d'or qui a longtemps émerveillé les radio et télévisions africaines dans les années 2000. Joèlle C. laisse derrière elle, un vide musical de son genre en Afrique.
- Bernadette Yiwoyè : considérée comme l'une des meilleures artistes chanteuses Abbey à la voix d'or de la région Agnéby-Tiassa, Yiwoyè Bernadette est née le 1er janvier 1970 à Attobrou dans la sous préfecture de Grand Morié, département d’Agboville.
- Akson Dona: étoile montante de la musique ivoirienne: Attalaku un courant moderne à sélection vidéo. Des jeunes artistes tels, Mireille Betty, Chantale Béhi, Marcelline C., et les voix d'or montantes: Sir Paulin N'DO, AKSON Dona, etc., actuellement en vogue, modernisent la musique Abè et Attié avec une qualité de mélodie reposante mais loin de rattraper les dons exceptionnels de la mystique (feue) Joèlle C..
- Alice Dekessa : née à Agboville en Côte d’Ivoire, Alice Dekessa est d'ethnie wobé. Elle cultive et chante le mapouka contrôlé né du mapouka originel lequel donne naissance au mapouka nouveau anglophone de Saint-Martin. Elle vit en France depuis l’âge de 17 ans.
- Pat Sacko de son vrai nom Ossohou Patrick Hugues est le lead vocal du puissant groupe musical à tendance internationale Espoir 2000 qui est un groupe zouglou. Espoir 2000 est composé du duo Pat Sacko et Valery (à l'origine ils étaient trois avec Shura). Ces jeunes dénoncent les mauvaises pratiques sociales de la jeunesse ivoirienne}

## Départements, sous-préfectures et communes rattachés
- Département de Tiassalé vers l'ouest
- Département de Sikensi vers le sud-ouest
- Département de Taabo vers l'ouest
- Azaguié vers le sud
- Rubino et Céchi vers le nord
- Morokro vers l'ouest
- N'douci et Gomon vers le sud-ouest
- Grand-morié et Attobrou vers l'est
- Oress-krobou et Guessigué  vers le sud
- Binao-Boussoue et Lapou vers le sud-ouest

## Appartenance au District des Lagunes
composées de trois régions lagunaires:
- L'Agnéby-tiassa
- Les Grands-Ponts
- La Mê ou La Messan

## Grandes Villes voisines
- Abidjan vers le sud à 79 km
- Adzopé vers l'est.
- Tiassalé vers l'ouest.
- Taabo vers l'ouest
- Toumodi au nord.
- Abidjan au sud.
- Sikensi vers l'Ouest
- Afféry vers l'Est

## Prononciation / phonique en Abbey
Agboville se prononce et s'écrit en langue Abbey "Ogboba", allusion au fleuve Agneby = Ogbo ou Agbo et ba  = rive, à côté du fleuve.

### Sources orales
- Enquête orale. Informateur. Akouatcha (Louis). Enquête à Bago, Abidjan- Adjamé 27 mai 1988. 10 décembre 1989.
- Connais–tu mon beau pays ? 17 – 06 – 1990. Katimanso. Radio – CI. Informateur N’guetta (Kouadio).
- Patrimoine radio–CI. 09 – 09 – 1996 Gbomi Kondéyaokro. S/p de Tiébissou.
- Patrimoine Radio–CI  Lundi 11 novembre 1996. Guessigue I, canton khos, s/p d’Agboville
- Le passé au présent. RTI. Les Tchaman (Ebrié) jeudi 29 novembre 1990

### Ouvrages
- Kouamé René Allou, Les populations Akan de Côte d'Ivoire, L'Harmattan, 2012 (lire en ligne), p. 7, 9, 12....
- (en) Adu Boahen, Ghana evolution and change in the nineteenth and twentieth centuries, Londres, Longman, 1975.
- Wiliam Bosman, A new and accurate description of the coast of Guinea, Londres, Frankcass and co, 1966 (1re éd. 1819).
- Julie Eunice Brou-Moustapha, L'Histoire des Abbey, des origines à la colonisation Française, Presses Académiques Francophones, 2014, 328 p. (ISBN 978-3-8381-4930-1 et 3838149300).
- Robert Cornevin, Histoire du Togo, Berger – Levrault, 1969, 528 p..
- (en) B. Dikson, A historical geography of Ghana, Kwamina, Cambridge at the university press, 1966, 379 p..
- Thomas Harrison (trad. Rev. S.S. Odonkor), The rise of the krobos, 1971, 60 p..
- G. Herault, Atlas des langues kwa de Côte d’Ivoir, 1983, p.225–276.
- M. E. Kropp, Lefana, Akpafu and Avatime, I. A. S. University of Ghana, coll. « comparative African wordlists », 1967, 94 p..
- (en) M. Manoukian, Akan and the Ga–Adangbe peoples of Gold Coast, Oxford university press, 1950.
- (en) Georg Norregard, Danish settlement in West Africa 1685–1850, Boston, Boston university press, 1966, 287 p..
- (en) James Stuart Olson, The Peoples of Africa : An Ethnohistorical Dictionary, Greenwood Publishing Group, 1996 (lire en ligne), p. 307
- Carl Christian Reindorf, The history of the Gold Coast and Asante based on traditions and historical facts comprising a period of more than three centuries from about 1500 to 1860, Accra, Ghana university press, 1966, 315 p..

### Thèses et mémoires
- AMANI-NIANGORAN, Félix, 1989, La région de Sikensi au 18e siècle. Sources orales et histoire. Mémoire maîtrise. UNCI, FLASH, Histoire. Octobre.212p
- Idem, 1995, Les Abidji : un peuple lagunaire de Côte d’Ivoire, 18e siècle – 1re moitié du 20e siècle. Sources orales et histoires. Thèse de 3e cycle. UNCI. FLASH, Histoire juillet.
- Sekou Mohammed Bamba, Bas–Bandama précolonial. Une contribution à l’étude historique des populations d’après les sources orales, t. 1 (Thèse de 3e cycle. Université de Paris I), 1978, 365 p..
- Kouakou Bini, Les Abron Gyaman à travers leurs instruments de musique (UNCI, FLASH, Doctorat 3e cycle. Option ethnodrummologie), 1992, 404 p..
- Assi Lazare Koffi, Djidja essai d’analyse d’une institution sociale des Abbey d’Agboville (Mémoire de maîtrise UNCI, FLASH, Ethnosociologie), 1978, 151 p..
- François Kouamé, La radio et l’histoire une étude de cas : l’histoire des Ega (Mémoire de maîtrise. Université de Côte d’Ivoire, FLASH), 1994, 191 p..
- Harris Memel-Fote, Le système politique des Adioukrou. Une société sans État et à classes d’âge de Côte d’Ivoire (Thèse de 3e cycle. IES (Institut d’Ethnosociologie)), 1969, 444 p..
- Serge Eric Tehigba, Le peuplement Bété de la région de Soubré : cas du groupement traditionnel de Kanyrako (Mémoire de Maitrise. Université de Cocody-Abidjan. UFR SHS. Histoire), 2002, 178 p..
- Kouamé René Allou, Histoire des peuples de civilisation Akan. Des origines à 1874 (Thèse d’État, Université de Cocody), Abidjan, 2000, 843 p..

### Articles de revues
- Kouamé René Allou, « Un peuplement originaire de la vallée du Mono, de la basse Volta, des plaines d'Accra et des hauts plateaux krobou en Côte d'Ivoire (XVIIe siècle) », NAC's Journal of African Cultures & Civilizations, Paris, New African Cultures, no 1,‎ 2015 (ISSN 2428-2510, lire en ligne, consulté le 4 juillet 2016).
- N’da Akunor Agira Azu, « Adangbe (Adangme) history », Gold Coast Review, vol. II, no 2,‎ juillet-décembre 1926, p.239–270.
- Sekou Mohammed Bamba, « La formation d’une ethnie Baule dans le Bas-Sassandra. Les Elomwen de Tyasale (Basse Côte d’Ivoire) », Annales de l’Université d’Abidjan, vol. XIII, série I,‎ 1985, p. 63-90.
- H.J. Braunholtz, « Archeology in the Gold Coast », Antiquity, vol. X,‎ 1986.
- (en) M.B.K. Darkoh, « A note on the peopling on the forest hills of the Volta region of Ghana », Ghana Notes and Queries. Historical Society of Ghana, vol. 11,‎ juin 1970.
- (en) Eva.L.R. Meyerowitz, « Villages founded in Nkwanta state (1650-1750) », Ghana Notes and Queries, no 7,‎ janvier 1965, p.12–20.
- NIANGORAN-BOUAH (Georges). « Les Ebrié et leur organisation politique traditionnelle ». Annales de l’Université d’Abidjan, Série F. 1969. Tome I. Fascicule i, Ethnosociologie. pp 51–89.
- (en) Bagyire VI Abiriwhene Otutu, « The Guan a preliminary note », Ghana Notes and Queries,‎ janvier 1965, p.21–24.
- Jean Polet, « Fouilles d’enceintes de la Séguié (S/P d’Agboville) », Colloque inter-universitaire Ghana-Côte d’Ivoire,‎ 4-9 janvier 1974, p.28–43..
- (en) C.T. Shaw, « Excavation at Dawu », Transactions of the historical society of Ghana,‎ 1962.
- (en) Ivor Wilks, « The rise of the Akwamu empire 1650-1710 », Transactions of the historical society of Ghana, vol. III, part 2,‎ 1975, p.99–136.
- (en) Ivor Wilks, « A note on Twifo and Akwamu », Transactions of the historical society of Ghana, vol. III, part 3,‎ 1958, p.215–217.
- (en) Ivor Wilks, « Akwamu and Otublohum: An Eighteenth-Century Akan Marriage Arrangement », Africa: Journal of the International African Institute, vol. 29, no 4,‎ 1959, p.391–404 (lire en ligne).
- VGK. Ncholai Fensman’s Boger entry for october 19, 1688.VGK day journal 1699-1703 entry for October 10, 1699.
- V.G.K. Nicholai entries for 21 October and10 November 1689.
- T 70/635/12, Bradley to RAC 1679.
- T 70/ 635/51/3, march, July, september 1680.
- Karamoko Kone, « Histoire du peuplement krobou », Réseau ivoire
- Benoit Lootvoet, L'artisanat et le petit commerce dans l'économie ivoirienne - Éléments pour une analyse à partir de l'étude de quatre villes de l'intérieur : Agboville, Bouaké, Dimbokro, Katiola, éditions de l'ORSTOM
- L’histoire de la déportation forcée du peuple guerrier Abbey. Sources: 1- J. SURET- CANAL, Afrique noire l’ère coloniale 1900-1945 à la page 143. 2- Archives nationales de Côte d’Ivoire, documents des séries 1EE, 2EE, RR, OO et QQ concernant les cercles des lagunes et de l’Agnéby. 3- Ch. WONDJI, enquêtes orales en pays Abé(Abbey), septembre 1977. 4- Les colonies Françaises du Petit Manchot, A.EF 1 (1908-1958).
- Le Journal des Voyages : Revue - Deuxième Série - no 733 - La Révolte Des Abbeys À La Côte D'ivoire Par R. Autard, À Suivre. - Tourisme hors France - 01/01/1910

- - Désiré Kraffa, Guide de conversation Français-Krobou, L'Harmattan, 2021
  - Désiré Kraffa, Conversation-Guide English-French, EDN 2021